# Harley-Davidson XA
La Harley-Davidson XA — pour Experimental Army — est une moto avec un moteur flat-twin et un arbre d'entraînement fabriqué par Harley-Davidson pour l'Armée américaine au cours de la Seconde Guerre mondiale .

## Développement et production

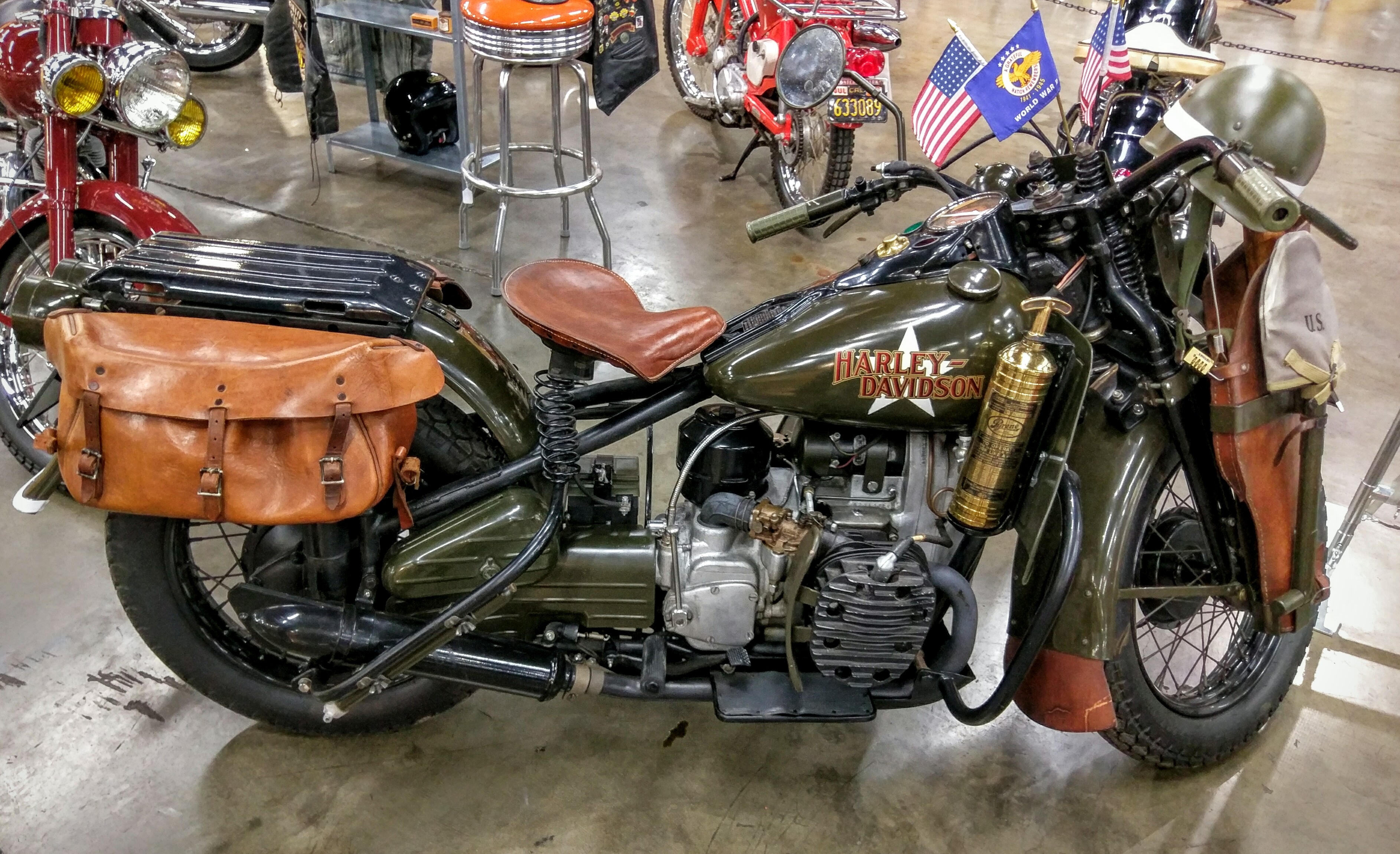
Harley-Davidson XA 1942 exposée au California Automobile Museum

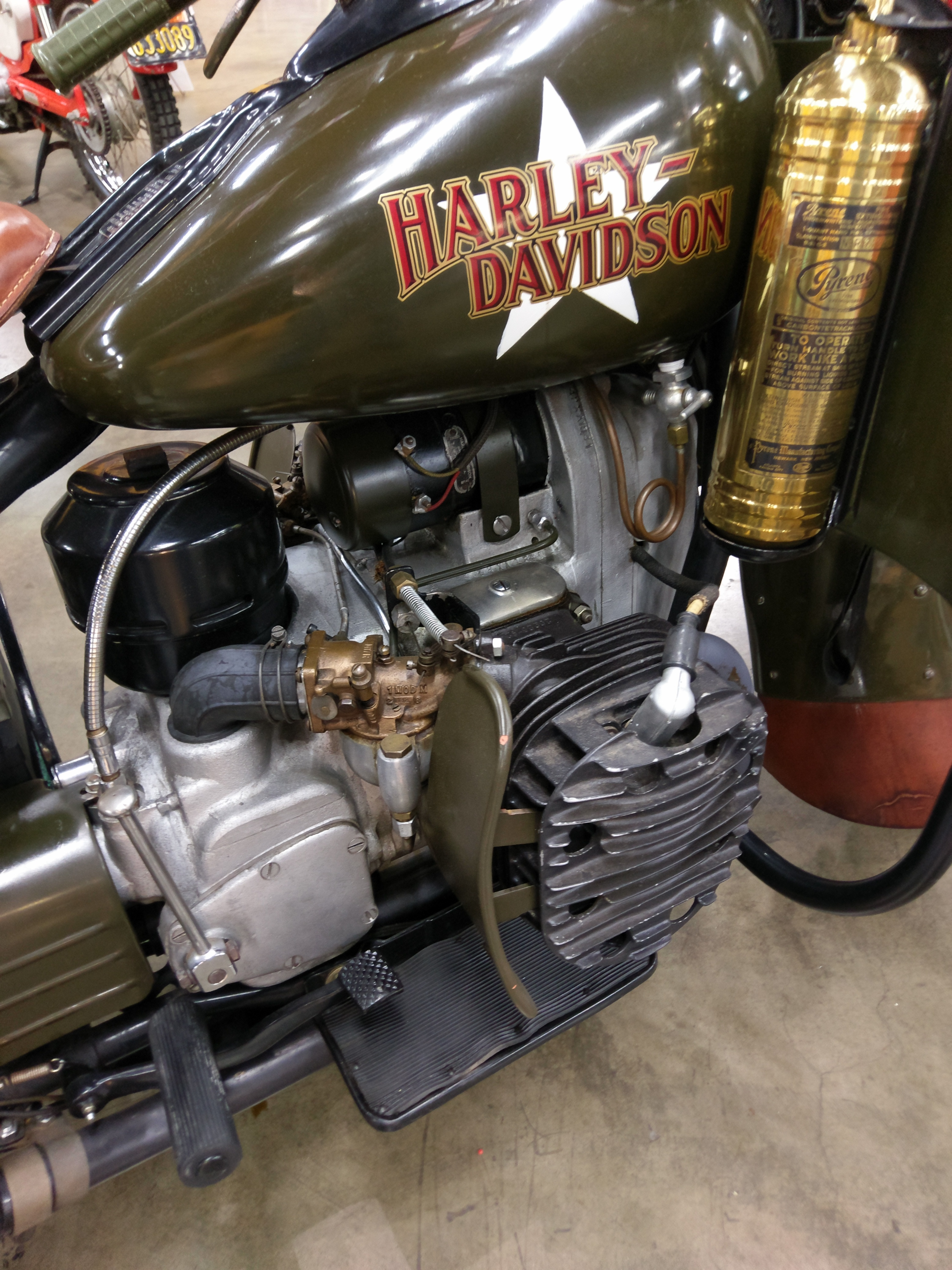
Moteur de la XA

Pendant la Seconde Guerre mondiale, l'Armée Américaine demanda à Harley-Davidson de développer une moto à partir d'un cahier des charges similaire aux motos BMW utilisées par les forces allemandes, avec un arbre d'entraînement, un moteur boxer et plusieurs autres caractéristiques qui rendaient la BMW exceptionnellement fiable tout en exigeant un faible entretien des machines. Harley-Davidson produisait déjà la WLA basée sur son traditionnel V-twin à 45°, mais l'armée exigeait une seule caractéristique que la WLA n'avait pas : un arbre d'entraînement. Harley conçut donc un modèle entièrement nouveau, la XA, dont le moteur et la transmission étaient semblables à ceux de la flathead BMW R 71 (1938-1941)  et non la BMW R75 (1941-1946) à soupapes en tête (OHV). Un millier de XA furent produites pour évaluation, ainsi que quelques dizaines d'exemplaires avec side- car,. Au moment où la production allait commencer, il devint clair que la Jeep était le véhicule à usages multiples de choix pour l'Armée . Aucune XA ne fut commandée après la production des 1000 premiers exemplaires d'évaluation . La WLA moins puissante mais moins chère et très robuste fut considérée comme suffisante .

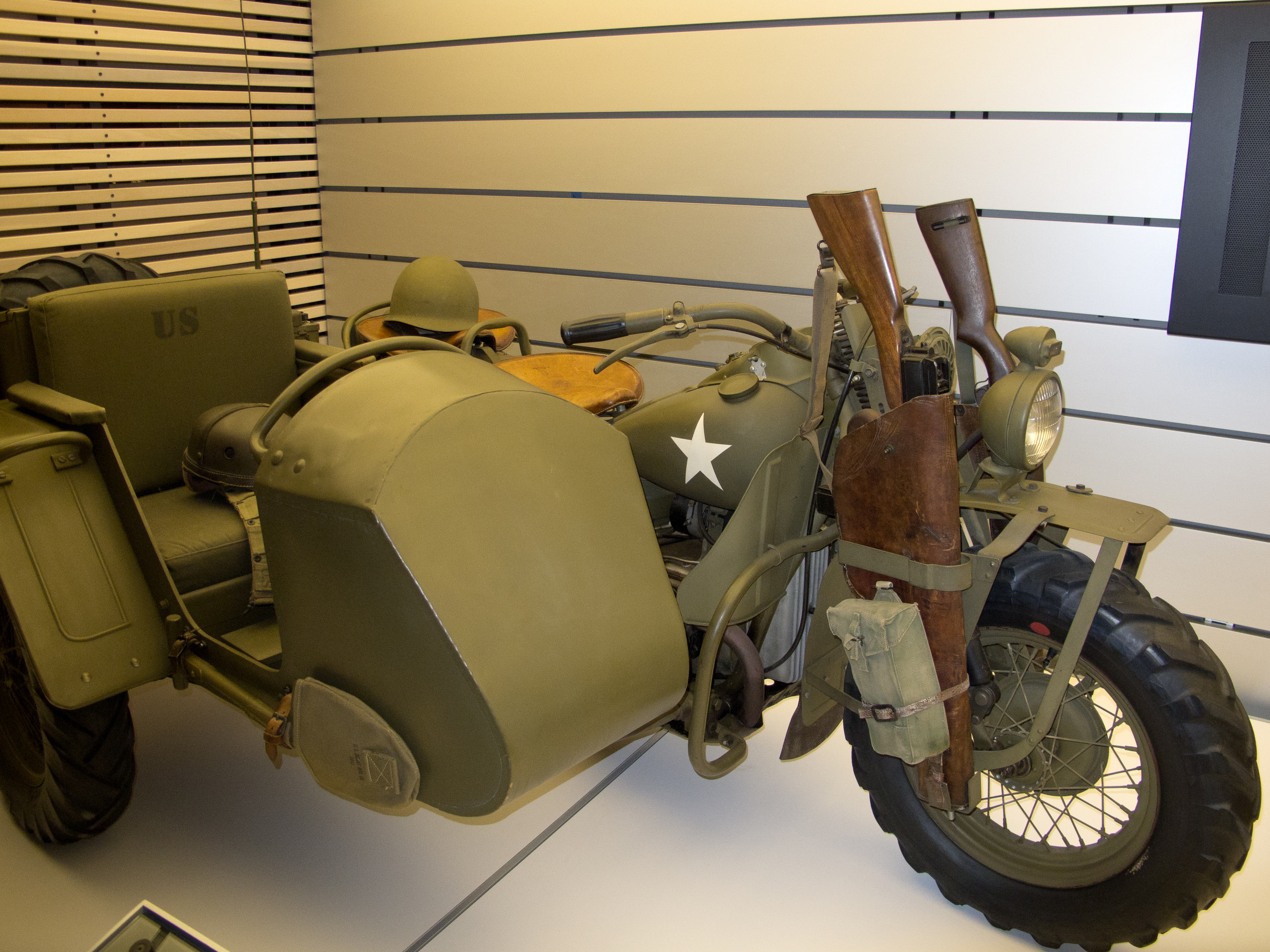
XA avec side-car (1942)

En 1943, la fourche à lames de la XA  fut remplacée par la première fourche télescopique Harley-Davidson.

## Motos similaires dans d'autres pays
À partir de 1942, la BMW R71 servit de base pour les IMZ-Ural et KMZ-Dnepr M72 (URSS/Russie), et à partir de 1956, la Chang Jiang CJ750 (Chine) qui, de la même manière, entra en service dans l'armée. Certaines pièces ne sont pas interchangeables d’un modèle à l’autre en dépit de multiples similitudes visuelles.

## Refroidissement

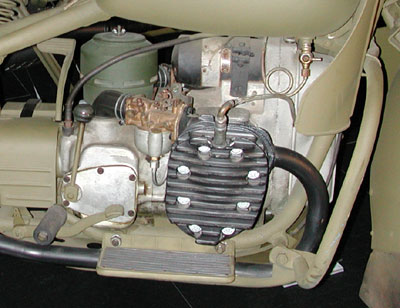
Le moteur twin opposé Harley-Davidson XA fonctionne à une température plus froide de 37 °C que le Twin en V

Selon le Motorcycle Hall of Fame Museum de l'American Motorcyclist Association, en ce qui concerne l'Harley-Davidson XA « Mécaniquement, les grandes ailettes de refroidissement ressortaient droit dans la brise, maintenant la température de l'huile de la XA inférieure de 55,6 °F à la Harley WL standard ». 
Sur les productions habituelles de la marque, dotées d'un v-twin transversal, le cylindre de tête cachant le cylindre de queue, lui même caché derrière la roue, le flux d'air est obstrué, ce qui conduit le cylindre arrière à subir de plus fortes températures. accompagné par l'angle volontairement restreint de 45° entre les cylindres, celui ci subit en sus l'air chaud rejeté par son prédécesseur dans le sens de marche.
Cela grève et limite les performances, mais permet de fournir une grande cylindrée dans une enveloppe étroite, idéale pour une moto.
Un problème qui ne se pose pas sur les flat twins longitudinaux comme le XA, qu'ils soient refroidis par eau ou par air (car il en existe des transversaux... Notamment chez douglas, au début du 20e siècle) car la surface des deux cylindres face à l'air est identique et dépourvue d'obstacles.

## Projets liés
Bien que la moto XA soit un projet avorté du point de vue militaire, des versions à soupapes latérales et à soupapes en tête du moteur XA furent explorées, selon Jerry Hatfield dans son livre "Inside Harley-Davidson". Un moteur XA à soupapes en tête de 45ci fut envoyé chez Detroit Wax Paper pour être testé en tant que groupe électrogène. Un moteur XA à soupapes en tête de 49ci, avec transmissions fut envoyé à Willys-Overland pour être testés ainsi que deux moteurs XA refroidis par turbine comme propulseurs afin d'être testés sur des chars de combat en 1943. Il y eut même un prototype de Servi-Car désigné "The Model K" fabriqué avec un moteur XA au lieu du moteur G prévu pour 1946.